# Flûte traversière
A Flûte traversière egy orgonaregiszter: a harántfuvola francia nyelvű megnevezése. Német nevén Traversflöte vagy Querflöte. Magassága lehet 8’, 4’, 2’, de akár 1’ magasság is; anyaga fa vagy orgonafém, alakja nyitott henger vagy hasáb, hangja puha és könnyed.